# Dea Klein-Šumanovac
Dea Klein, coniugata Šumanovac (Zagabria, 17 maggio 1981), è un'ex cestista croata.
Alta 180 cm per 72 kg, giocava come guardia.

## Carriera
Con la Croazia ha disputato i Campionati europei del 2007.